# Hillersleben

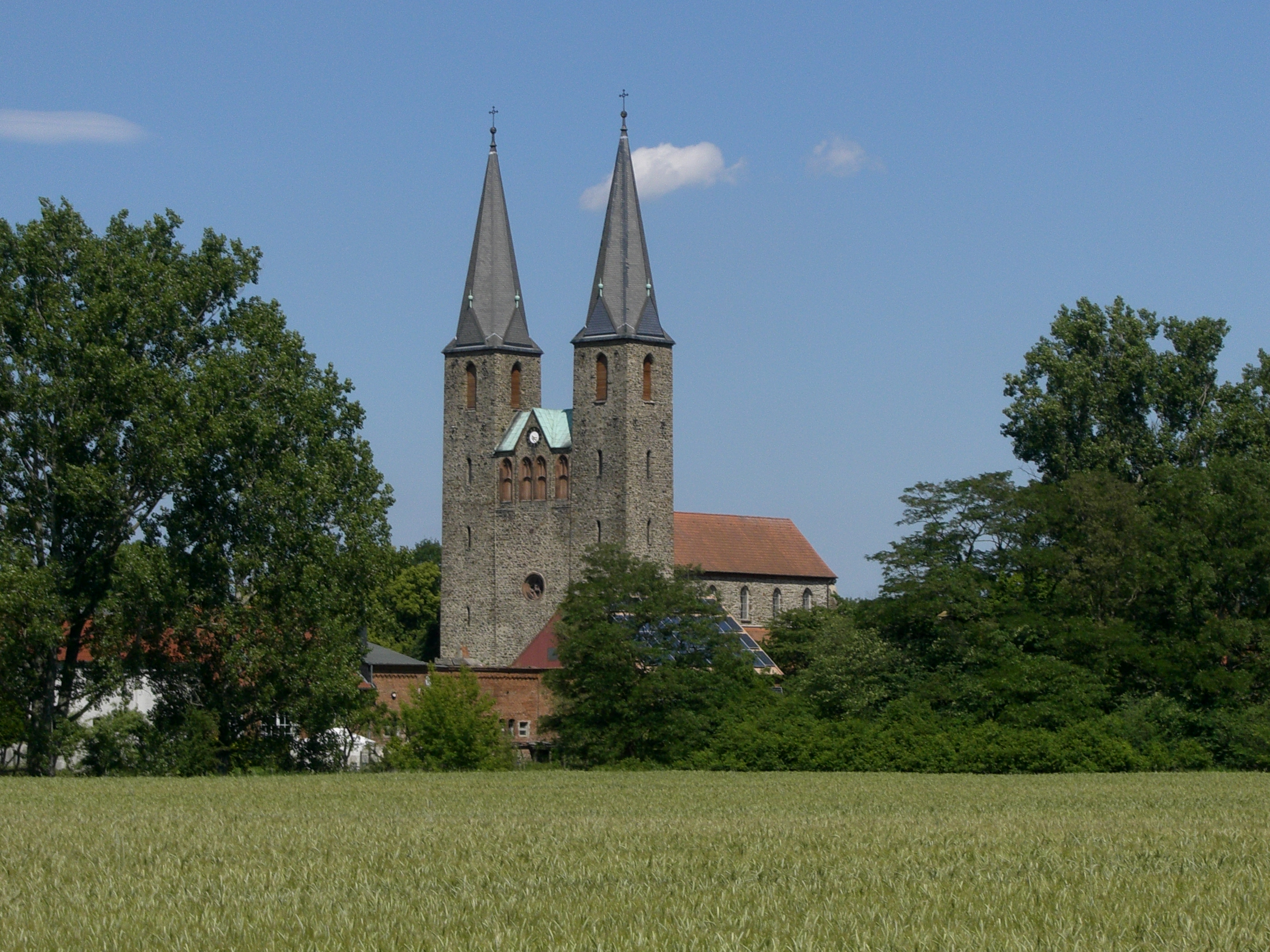
Die St.-Laurentius-Kirche des ehemaligen Benediktiner-Nonnenklosters Hillersleben

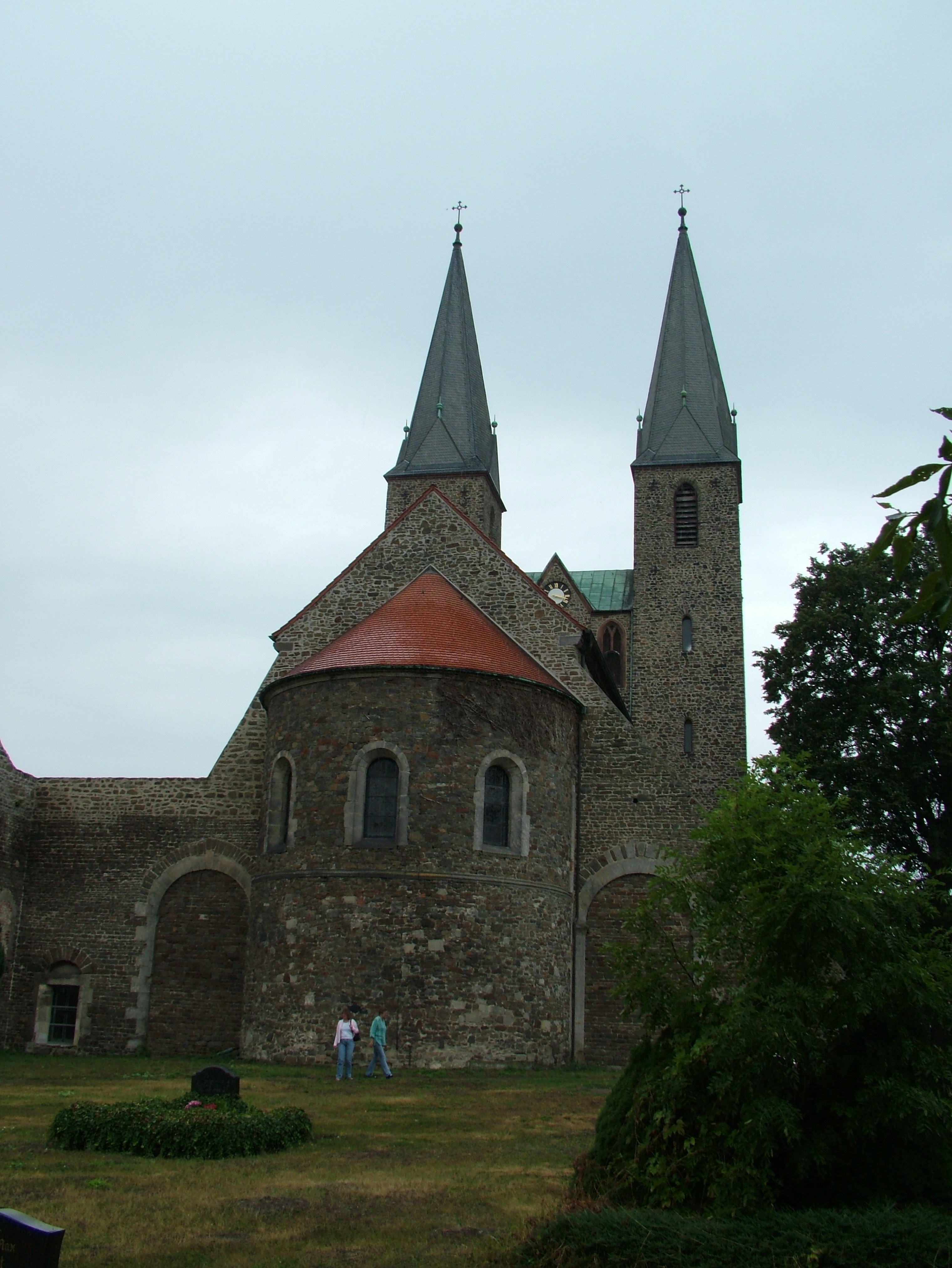
Ostansicht der Kirche des ehemaligen Benediktiner-Nonnenklosters

Hillersleben ist ein Ortsteil der Gemeinde Westheide im Landkreis Börde in Sachsen-Anhalt.

## Geografie
Hillersleben liegt ca. fünf Kilometer östlich von Haldensleben an der Ohre und etwa 20 Kilometer nordwestlich von Magdeburg.

## Geschichte
Im 10. Jahrhundert wurde das Kloster Hillersleben gegründet. Die Bezeichnung Hildesleve für den Ort wird erstmals Anfang des 11. Jahrhunderts mit Bezug auf das Kloster erwähnt. Otto, Sohn der Ludburg und des Grafen Milo von Grieben und Ammensleben nennt sich im 12. Jahrhundert comes de Hildelive (Hildesleve). Im 12. Jahrhundert wird eine Burganlage in Hillersleben erwähnt, die an der Stelle des Klosters gestanden haben soll. Mit Otto von Hillersleben starb zudem das Grafengeschlecht derer von Hillersleben aus. Vermutlich gingen die Besitztümer der Grafen auf die Markgrafen von Brandenburg über. Die Besitztümer im Ort selbst übernahm nach und nach das Kloster. 1376 erhielt es vom Erzbischof Peter von Magdeburg den gesamten Ort in einer Schenkung überlassen.
Im Schmalkaldischen Krieg fand am 22. September 1550 eine Schlacht zwischen Herzog Georg von Mecklenburg und den Bürgern von Magdeburg bei Hillersleben statt. Dabei unterlagen die Magdeburger.
Im Jahre 1564 waren im Ort 26 Hauswirte ansässig. 1577 wird Hillersleben in Urkunden als völlig protestantisiert bezeichnet. Die Kirche hatte jedoch keine eigenen Besitztümer, sondern wurde vom Kloster verwaltet, welches das Patronatsrecht hatte.
Während des Königreichs Westphalen gehörte Hillersleben zum Kanton Neuhaldensleben, Distrikt Neuhaldensleben im Elbdepartement. Zu Hillersleben gehörte außerdem das Dorf Paxförde.
Am 30. September 1928 wurde der Gutsbezirk Hillersleben mit der Landgemeinde Hillersleben vereinigt.
In Zusammenhang mit dem angrenzenden Truppenübungsplatz Altmark in der Colbitz-Letzlinger Heide bestand vor und während des Zweiten Weltkriegs in Hillersleben die Heeresversuchsanstalt Hillersleben, die der Wehrmacht u. a. zur Erprobung von Artilleriewaffen und des Dora-Geschützes diente. Im April 1945 gelangte ein Evakuierungstransport aus dem KZ Bergen-Belsen bis in ein Wäldchen bei Hillersleben, wo er von den Wachmannschaften fluchtartig verlassen wurde. In den folgenden Wochen versorgten Frauen und Rot-Kreuz-Helferinnen die Überlebenden, während die Verstorbenen und täglich weiter Sterbenden auf dem Schießplatz auf einem extra angelegten Jüdischen Friedhof beerdigt wurden.
Die Anlagen wurden nach dem Krieg bis 1994 durch die Sowjetarmee weiter genutzt und dabei der Jüdische Friedhof z. T. zerstört. Zudem war Hillersleben der Standort der 47. Panzerdivision der Gruppe der Sowjetischen Streitkräfte in Deutschland. Heute wird das Gebiet von der Bundeswehr für militärische Übungen genutzt.
Am 1. Januar 2010 schlossen sich die bis dahin selbstständigen Gemeinden Hillersleben, Born und Neuenhofe zur neuen Gemeinde Westheide zusammen.

## Wappen und Flagge
Das Wappen wurde am 27. Oktober 1994 durch das Regierungspräsidium Magdeburg genehmigt.
Blasonierung: „Gespalten von Rot und Silber; vorn zwei silberne Kirchtürme mit beknauften Spitzdächern, hinten fünf rote natürliche Lilien am grünen, sechsblättrigen Stiel, aus grünem Herz wachsend.“
Die zweitürmige Kirche ist die architektonische Besonderheit des Ortes auf der Stelle eines ehemaligen Klosters. Lilien in der Heraldik gelten als Symbol der Reinheit und Unschuld. Sie sind Sinnbild der Heiligen Maria und jener Menschen, die sich dem Patronat der Gottesmutter unterstellen (z. B. Könige von Frankreich). In der Dreiteilung der Blüte der heraldischen Lilie symbolisiert sie die Heilige Dreifaltigkeit des Vaters, des Sohnes und des Heiligen Geistes.
Die Farben sind Silber (Weiß) - Rot.
Die Flagge von Hillersleben zeigt die Farben Silber (Weiß) - Rot mit aufgelegtem Wappen.

## Gedenkstätten
- Gedenkstein von 1964 auf dem Ortsfriedhof für 143 jüdische KZ-Häftlinge, die im April 1945 Opfer eines Todesmarsches aus dem KZ Bergen-Belsen wurden
- Jüdischer Friedhof, wo die ermordeten bzw. nach der Befreiung gestorbenen KZ-Häftlinge begraben sind.

## Wirtschaft und Infrastruktur

### Verkehrsanbindung
Zur Bundesstraße 71, die Magdeburg mit Haldensleben verbindet, sind es in südlicher Richtung ca. 2 km. Die Bundesautobahn 14 (Anschlussstelle Dahlenwarsleben) wird nach 9 km erreicht.

## Persönlichkeiten
- Peter Endebrock